# Електризація
Електриза́ція — процес надання тілу електричного заряду за рахунок інших тіл. Процес, що приводить до появи на тілах або різних частинах одного тіла надлишку електричного заряду.
Електризація може відбуватися під дією світла, тертя й інших взаємодій. При електризації завжди виконується закон збереження електричного заряду.
Найпоширенішим прикладом електризації є трибоелектричний ефект, тобто процес електризації від тертя. Наприклад, бурштинова паличка може набувати електричного заряду при натиранні вовною. Такий процес електризації був вперше зафіксований Фалесом Мілетським близько 600 року до н. е. Іншими прикладами матеріалів, які набувають електричного заряду при терті, є скло, при натиранні шовком, та ебоніт, при натиранні хутром.